# Sporting Étoile Club de Bastia 1986-1987
Questa voce raccoglie le informazioni riguardanti la Sporting Étoile Club de Bastia nelle competizioni ufficiali della stagione 1986-1987.

## Maglie e sponsor
Lo sponsor tecnico per la stagione 1986-1987 è Gimer, mentre lo sponsor ufficiale è Onet.
| Manica sinistra · Manica sinistra · Maglietta · Maglietta · Manica destra · Manica destra · Pantaloncini · Calzettoni | Manica sinistra · Manica sinistra · Maglietta · Maglietta · Manica destra · Manica destra · Pantaloncini · Calzettoni | Manica sinistra · Manica sinistra · Maglietta · Maglietta · Manica destra · Manica destra · Pantaloncini · Calzettoni |

## Organigramma societario
Area direttiva
- Presidente: Pierre Fantoni

Area tecnica
- Direttore sportivo: Christian Villanova
- Allenatore: Roland Gransart

## Rosa
| N. |                    | Ruolo | Calciatore          |
| -- | ------------------ | ----- | ------------------- |
|    | Francia (bandiera) | P     | Gilbert Ceccarelli  |
|    | Francia (bandiera) | P     | Dominique Murati    |
|    | Francia (bandiera) | D     | Pierre Bianconi     |
|    | Francia (bandiera) | D     | Antoine Cervetti    |
|    | Francia (bandiera) | D     | Christian Chiari    |
|    | Francia (bandiera) | D     | Didier Gilles       |
|    | Francia (bandiera) | D     | Paul Marchioni      |
|    | Francia (bandiera) | D     | Toussaint Sabbatini |
|    | Francia (bandiera) | D     | Charles Orlanducci  |
|    | Marocco (bandiera) | D     | Ismaël Triki        |
|    | Francia (bandiera) | D     | Daniel Xavier       |
|    | Francia (bandiera) | D     | Laurent Zamora      |

| N. |                              | Ruolo | Calciatore            |
| -- | ---------------------------- | ----- | --------------------- |
|    | Francia (bandiera)           | C     | René Bocchi           |
|    | Francia (bandiera)           | C     | Jean-Pierre Chaussin  |
|    | Francia (bandiera)           | C     | Bruno Lippini         |
|    | Zaire (bandiera)             | C     | Jean-Santos Muntubila |
|    | Francia (bandiera)           | C     | Michel Padovani       |
|    | Francia (bandiera)           | C     | Antoine Spinelli      |
|    | Francia (bandiera)           | A     | François Ciccolini    |
|    | Francia (bandiera)           | A     | Thierry Meyer         |
|    | Congo-Brazzaville (bandiera) | A     | Gaspard N'Gouete      |
|    | Francia (bandiera)           | A     | Philippe Solomenko    |
|    | Francia (bandiera)           | A     | Karl Tchikaya         |

## Calciomercato

### Sessione estiva
| Acquisti | Acquisti              | Acquisti        | Acquisti |
| R.       | Nome                  | da              | Modalità |
| -------- | --------------------- | --------------- | -------- |
| P        | Gilbert Ceccarelli    | Saint-Étienne   |          |
| D        | Pierre Bianconi       | Nîmes           |          |
| D        | Didier Gilles         | Saint-Étienne   |          |
| D        | Laurent Zamora        | Tolone          |          |
| C        | René Bocchi           | Olympique Lione |          |
| C        | Jean-Pierre Chaussin  | Tolone          |          |
| C        | Bruno Lippini         | Martigues       |          |
| C        | Jean-Santos Muntubila | Saarbrücken     |          |
| A        | François Ciccolini    | Gazélec Ajaccio |          |
| A        | Gaspard N'Gouete      | Chaumont        |          |
| A        | Philippe Solomenko    | Olympique Lione |          |
| A        | Karl Tchikaya         | Gazélec Ajaccio |          |

| Cessioni | Cessioni             | Cessioni           | Cessioni |
| R.       | Nome                 | a                  | Modalità |
| -------- | -------------------- | ------------------ | -------- |
| P        | Thierry Jallamion    | Sète               |          |
| P        | Vincent Liotta       | Gazélec Ajaccio    |          |
| D        | Maurice Arouh        | Olympique Avignone |          |
| D        | Jean-Marc Furlan     | Montpellier        |          |
| D        | Philippe Levenard    | Gazélec Ajaccio    |          |
| D        | César Nativi         | Mulhouse           |          |
| D        | Jean-André Ottaviani | Metz               |          |
| D        | José Pastinelli      | Lilla              |          |
| D        | Paul Squaglia        | Niort              |          |
| C        | Alain Bordin         | Tolone             |          |
| C        | Michel Furic         | Guingamp           |          |
| C        | Philippe Levenard    | Gazélec Ajaccio    |          |
| C        | Alain Moizan         | Cannes             |          |
| C        | Laurent Moracchini   | Tolone             |          |
| A        | Marc Biamonte        | Sète               |          |
| A        | Jean-Roch Testa      | Tolone             |          |

## Risultati

### Division 2

#### Girone di andata
| 1ª giornata | Gazélec Ajaccio | 3 – 2 | Bastia |  |

| 2ª giornata | Bastia | 3 – 2 | Nîmes |  |

| 3ª giornata | Olympique Lione | 1 – 0 | Bastia |  |

| 4ª giornata | Bastia | 6 – 1 | Bourges |  |

| 5ª giornata | Martigues | 1 – 1 | Bastia |  |

| 6ª giornata | Bastia | 2 – 1 | Montceau Bourgogne |  |

| 7ª giornata | Thonon | 0 – 1 | Bastia |  |

| 8ª giornata | Bastia | 3 – 1 | Béziers |  |

| 9ª giornata | Montpellier | 3 – 1 | Bastia |  |

| 10ª giornata | Bastia | 0 – 2 | Olympique Alès |  |

| 11ª giornata | Istres | 3 – 3 | Bastia |  |

| 12ª giornata | Cannes | 0 – 1 | Bastia |  |

| 13ª giornata | Bastia | 3 – 0 | Limoges |  |

| 14ª giornata | Louhans-Cuiseaux | 4 – 0 | Bastia |  |

| 15ª giornata | Bastia | 2 – 0 | Gueugnon |  |

| 16ª giornata | Sète | 2 – 2 | Bastia |  |

| 17ª giornata | Bastia | 4 – 2 | Le Puy |  |

#### Girone di ritorno
| 18ª giornata | Nîmes | 3 – 1 | Bastia |  |

| 19ª giornata | Bastia | 1 – 1 | Olympique Lione |  |

| 20ª giornata | Bourges | 3 – 0 | Bastia |  |

| 21ª giornata | Bastia | 4 – 0 | Martigues |  |

| 22ª giornata | Montceau Bourgogne | 5 – 3 | Bastia |  |

| 23ª giornata | Bastia | 2 – 1 | Thonon |  |

| 24ª giornata | Béziers | 0 – 3 | Bastia |  |

| 25ª giornata | Bastia | 0 – 0 | Montpellier |  |

| 26ª giornata | Olympique Alès | 1 – 2 | Bastia |  |

| 27ª giornata | Bastia | 2 – 1 | Istres |  |

| 28ª giornata | Bastia | 2 – 0 | Cannes |  |

| 29ª giornata | Limoges | 2 – 0 | Bastia |  |

| 30ª giornata | Bastia | 2 – 0 | Louhans-Cuiseaux |  |

| 31ª giornata | Gueugnon | 2 – 2 | Bastia |  |

| 32ª giornata | Bastia | 1 – 1 | Sète |  |

| 33ª giornata | Le Puy | 3 – 0 | Bastia |  |

| 34ª giornata | Bastia | 3 – 1 | Gazélec Ajaccio |  |

### Coppa di Francia
| Settimo turno | Villefranche | 0 – 1 | Bastia |  |

| Pointe-à-Pitre 1º marzo 1987 Ottavo turno | Bastia | 2 – 0 referto | Solidarité Scolaire Pointe-à-Pitre |  |

| Cambrai 22 marzo 1987 Trentaduesimi di finale                       | SC Douai  | 1 – 2 referto          | Bastia | (2 450 spett.) |
| \| \| \| \| \| Humery 86’ \| Marcatori \| 51’ Meyer 89’ N'Gouete \| |           |                        |        |                |
|                                                                     |           |                        |        |                |
| Humery 86’                                                          | Marcatori | 51’ Meyer 89’ N'Gouete |        |                |

| Arbitro: | Blouet |

|                              |           |                   |
| Mobati 44’ Meudic 69’ (rig.) | Marcatori | 50’ (rig.) Gilles |

| Lucciana 7 aprile 1987 Sedicesimi di finale - Ritorno | Bastia | 0 – 0 referto | Lilla | Stadio Charles Galletti (6 000 spett.)\| Arbitro: \| Pignol \| |
| Arbitro:                                              | Pignol |               |       |                                                                |

## Statistiche

### Statistiche dei giocatori
| Giocatore      | Division 2 | Division 2 | Coppa di Francia | Coppa di Francia | Totale   | Totale |
| Giocatore      | Presenze   | Reti       | Presenze         | Reti             | Presenze | Reti   |
| -------------- | ---------- | ---------- | ---------------- | ---------------- | -------- | ------ |
| P. Bianconi    | 10         | 2          | 3                | 0                | 13       | 2      |
| R. Bocchi      | 24         | 2          | 1                | 0                | 25       | 2      |
| G. Ceccarelli  | 30         | -?         | 5                | -?               | 35       | -?     |
| T. Cervetti    | 26         | 1          | 4                | 0                | 30       | 1      |
| J.P. Chaussin  | 15         | 0          | 4                | 0                | 19       | 0      |
| C. Chiari      | 1          | 0          | 0                | 0                | 1        | 0      |
| F. Ciccolini   | 9          | 0          | 2                | 0                | 11       | 0      |
| D. Gilles      | 32         | 1          | 4                | 1                | 36       | 2      |
| B. Lippini     | 25         | 11         | 5                | 0                | 30       | 11     |
| P. Marchioni   | 27         | 1          | 5                | 0                | 32       | 1      |
| T. Meyer       | 32         | 12         | 4                | 1                | 36       | 13     |
| D. Murati      | 4          | -?         | 0                | -0               | 4        | -0+    |
| J.S. Muntubila | 26         | 4          | 4                | 0                | 30       | 4      |
| G. N'Gouete    | 31         | 21         | 4                | 3                | 35       | 24     |
| C. Orlanducci  | 10         | 0          | 1                | 0                | 11       | 0      |
| M. Padovani    | 19         | 1          | 3                | 0                | 22       | 1      |
| T. Sabbatini   | 6          | 0          | 1                | 0                | 7        | 0      |
| P. Solomenko   | 17         | 1          | 3                | 1                | 20       | 2      |
| A. Spinelli    | 8          | 0          | 2                | 0                | 10       | 0      |
| K. Tchikaya    | 6          | 0          | 1                | 0                | 7        | 0      |
| I. Triki       | 2          | 0          | 0                | 0                | 2        | 0      |
| D. Xavier      | 24         | 0          | 5                | 0                | 29       | 0      |
| L. Zamora      | 5          | 0          | 0                | 0                | 5        | 0      |